# علی هیثم
علی هیثم (انگلیسی: Ali Haisam؛ زادهٔ ۴ آوریل ۱۹۹۲) بازیکن فوتبال اهل مالدیو است.
وی همچنین در تیم ملی فوتبال مالدیو بازی کرده است.